# Albert Lilius
Albert Henrik Lilius, född 7 december 1873 i Fredrikshamn, död 31 oktober 1947 i Helsingfors, var en finlandssvensk pedagog. 
Lilius blev student 1892 och filosofie licentiat 1905 (på avhandlingen Tyska läroplanteorier under nittonde seklet). Han blev 1907 docent, 1917 tjänstförrättande och 1920–39 extra ordinarie professor i pedagogik och didaktik vid Helsingfors universitet. Han var inspektor för Helsingfors svenska folkskolor 1908–19. 
Lilius utgav flera arbeten i pedagogik, såsom Naturhistoriens didaktik (1906), Lärobok i naturkunskap för folkskolan (1915), Skolålderns själsliv (i "Åbo akademis kommittés skrifter" 4, 1916), Ur småbarnens själsliv (1917), De växandes känsloliv (två band, 1922, 1924) och Barnpsykologi (1933). Han skrev även en studie över Johann Heinrich Pestalozzi (1929) samt en mängd uppsatser i Pedagogiska föreningens tidskrift.